# 繁星推薦
繁星推薦為中華民國的大學招生管道，由各間高級中學向大學推薦符合大學校系自訂條件的應屆畢業生。它的理念是「高中均質、區域均衡」，在2010年由先前的學校推薦、甄選入學與繁星計畫三種招生管道合併而來。

## 簡介
繁星推薦以「高中均質、區域均衡」為理念，由高中向大學校系推薦符合（各校系自訂）資格的應屆畢業學生，提供臺澎金馬各地學生均等升學機會，並期望推動學生「就近入學」社區高中。參加繁星推薦的考生，一律要參加大學入學考試中心舉辦的大學學科能力測驗，大學校系也可以要求考生參加其他考試（例如大考英聽測驗）。繁星推薦的報名與分發錄取，均由大學甄選入學委員會（簡稱甄選會）辦理。

## 沿革
“繁星計畫”原為國立清華大學於2006年陳文村校長任內，為縮減城鄉差距、培養更多不同面向的優秀人才、使校園的氛圍更多元而推動，方式為採用各高中“推薦保送”方式辦理單獨招生，給予城鄉高中平等之機會。清大繁星計畫公告後，新穎之招生理念獲得各界高度認同。同年，中華民國教育部為了實現照顧弱勢、區域平衡，呼籲其他“發展國際一流大學及頂尖研究中心計畫”（五年五百億計畫）之獲選學校加入，核定由該計畫之12校辦理繁星計畫。
2007年，中華民國教育部進一步擴大辦理，由“發展國際一流大學及頂尖研究中心計畫”及“獎勵大學教學卓越計畫”之26所大學參與招生，提供1,770個招生名額；2008年提供1,463個名額。2009年加入曾接受“獎勵大學教學卓越計畫”補助之7所公立大學共33所，提供2,039個招生名額。
2009年10月中華民國教育部提請大學招生委員會聯合會 （页面存档备份，存于）通過，2010年正式以繁星計畫取代“學校推薦”甄選入學，更名為“繁星推薦”。招生沿用繁星計畫各高中“推薦保送”方式辦理；大學依學系性質分學群招生，由各高中推薦符合大學設定之在校成績條件、且通過大學校系檢定標準的應屆畢業生，大學則以高中在校成績及大學學科能力測驗級分分發比序後，公告錄取，不需甄試。台灣各大學均可參加繁星推薦甄選入學，招生名額大幅擴增；2010年共有68所大學校院、1,397校系參與招生，提供7,649個招生名額，外加848個原住民名額，對偏鄉高中、社區高中之優質學生提供更佳的升學機會。

## 爭議
自2009年來許多都會區公、私立學校仍大力倡導繁星，但有人認為應該只該用於“照顧偏鄉”，不該適用於相對偏遠地區和近都會區。另外繁星招生名額如果過多，也影響其他入學管道的招生名額。加上各高中職內部評分方式是否公正公平，也是這項計畫面臨挑戰的地方  。
2021年，一名桃園市立大溪高級中學的學生大學學測僅考取4科45級分，個人申請亞洲大學只有備取，卻透過了繁星推薦錄取了高雄醫學大學牙醫學系，消息一出令網友質疑制度的荒誕，再度引發熱議。

## 外部連結
- 大學甄選入學委員會 （页面存档备份，存于）：在招生期間，會有當年度「繁星推薦」的連結